# Robert J. Shiller
Robert J. Shiller (n. 29 martie 1946, Detroit, Michigan, SUA) este un economist american, profesor de științe economice la Universitatea Yale. Împreună cu Eugene F. Fama și Lars Peter Hansen a fost distins cu Premiul pentru Științe Economice în memoria lui Alfred Nobel 2013 „pentru analiza lor empirică a prețurilor activelor”.